# Svenska idrottsgalan 2010

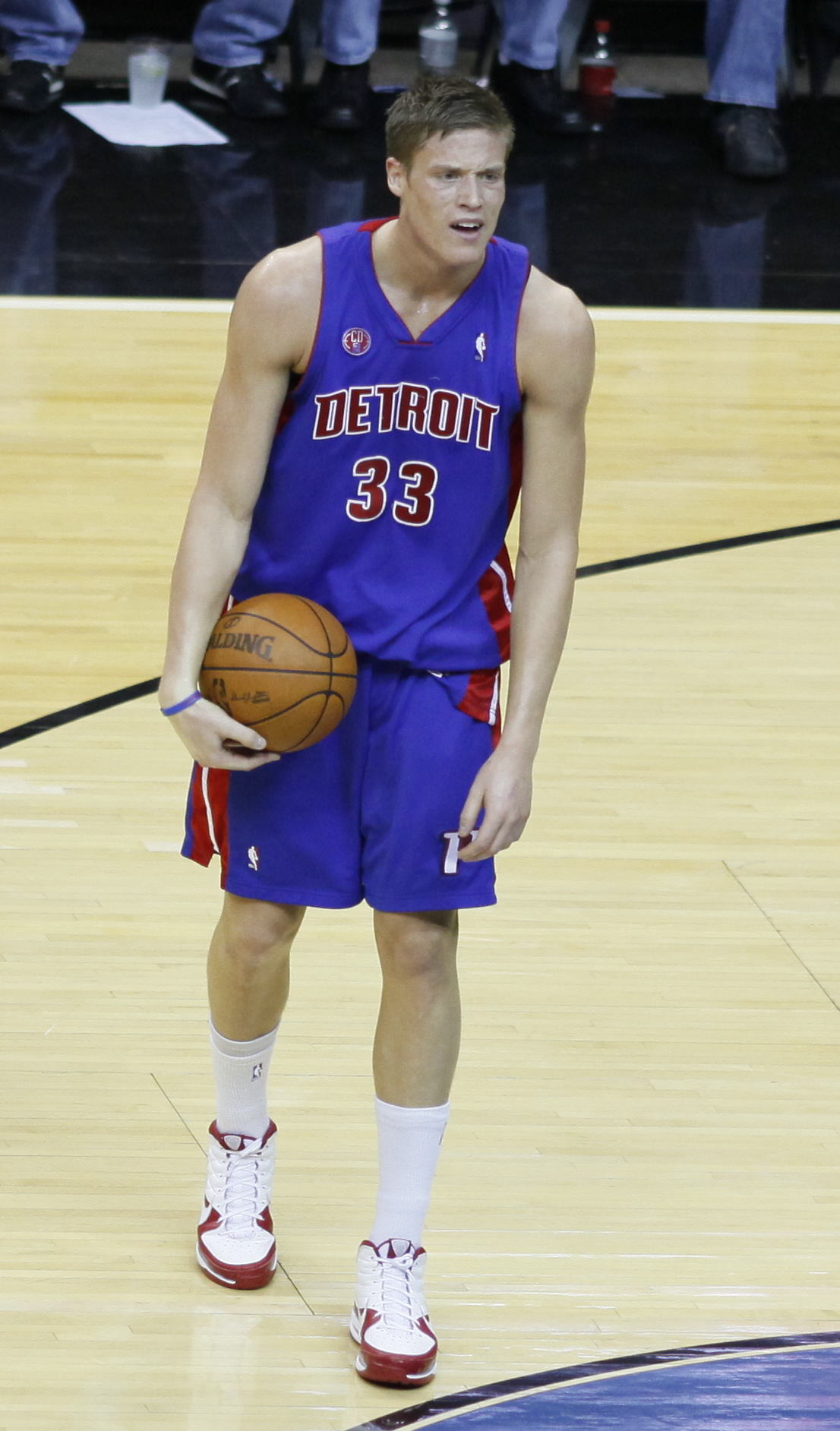
Jonas Jerebko blev årets nykomling.

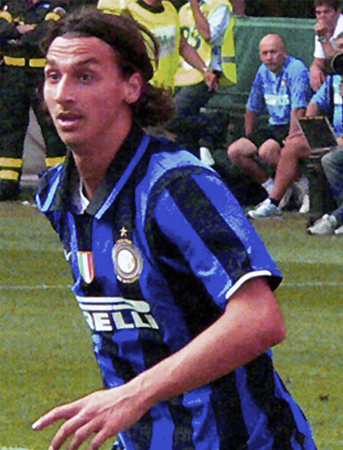
Zlatan Ibrahimović blev årets manlige idrottare.

Svenska idrottsgalan 2010 hölls i Globen den 18 januari 2010 med Peter Settman som värd.
Priser till Sveriges bästa idrottare under 2009 delades ut i följande kategorier. Årets kvinnliga idrottare, Årets manlige idrottare, Årets lag, Årets ledare, Årets nykomling, Årets prestation och Årets idrottare med funktionshinder. Dessutom delades Jerringpriset, Bragdguldet och TV-sportens Sportspegelpris ut.

## Priser
| Pris                                | Prisutdelare                        | Nominerade | Vinnare                                            |                                         |
| ----------------------------------- | ----------------------------------- | --- | -------------------------------------------------- | --------------------------------------- |
| Årets kvinnliga idrottare           | Martin Stenmarck                    | Emma Johansson, cykel Helena Jonsson, skidskytte Lisa Nordén, triathlon Sarah Sjöström, simning                                                                    | Helena Jonsson, skidskytte                         |                                         |
| Årets manlige idrottare             | Åsa Sandell                         | Zlatan Ibrahimović, fotboll Gustav Larsson, cykel Henrik Stenson, golf Robin Söderling, tennis                                                                     | Zlatan Ibrahimović, fotboll                        |                                         |
| Årets lag                           | Elvan Cicen & Bernhard Brcic        | Lina Andersson & Anna Olsson, längdskidåkning Sveriges herrlandslag i bandy Sveriges U21-herrlandslag i fotboll Robert Karlsson & Henrik Stenson (world cup), golf | Robert Karlsson & Henrik Stenson (world cup), golf |                                         |
| Årets ledare                        | Jan Guillou                         | Staffan Eklund, skidskytte Carl Jenner, simning Jörgen Lennartsson & Tommy Söderberg, fotboll Pär Mårts, ishockey                                                  | Staffan Eklund, skidskytte                         |                                         |
| Årets nykomling                     | Lars Lagerbäck                      | Daniel Berta, tennis Rasmus Elm, fotboll Marcus Ericsson, bilsport Jonas Jerebko, basket                                                                           | Jonas Jerebko, basket                              |                                         |
| Årets prestation                    | Peter Harryson                      | Therese Alshammar, simning Zlatan Ibrahimović, fotboll Anna Nordqvist, golf Sarah Sjöström, simning                                                                | Sarah Sjöström, simning                            |                                         |
| Årets idrottare med funktionshinder | Carin Götblad                       | Dövbasketlandslaget, damer Anders Olsson, simning Nicolina Pernheim, judo Anna Polivanchuk, simning                                                                | Anders Olsson, simning                             |                                         |
| Jerringpriset                       | Prins Carl Philip & Lasse Granqvist | Vinnare: Helena Jonsson, skidskytte | Vinnare: Helena Jonsson, skidskytte                | Vinnare: Helena Jonsson, skidskytte     |
| Bragdguldet                         |                                     | Vinnare: Helena Jonsson, skidskytte | Vinnare: Helena Jonsson, skidskytte                | Vinnare: Helena Jonsson, skidskytte     |
| TV-sportens Sportspegelpris         | Marie Lehmann & Niklas Wikegård     | Vinnare: Wolmer Edqvist, ishockeydomare | Vinnare: Wolmer Edqvist, ishockeydomare            | Vinnare: Wolmer Edqvist, ishockeydomare |

## Artister
- Anna Blomberg, parodi på Anna Anka och Maud Olofsson
- 4 Elements Dance Productions
- Magnus Uggla - Norgevisan med uppdaterad text av Calle Norlén
- Erik Hassle och Nacka musikklasser - You Can't Always Get What You Want (The Rolling Stones)
- Martin Stenmarck - Jag gillar allt (text: Calle Norlén, musik: I got life från musikalen Hair)
- Felix Herngren med Jörgen Jönsson som blå kanin
- Magnus Carlson - Yesterday when I was young (Roy Clark) till minne av Ingemar Johansson
- Babben Larsson, Per Andersson och Peter Johansson - Vad gör dom nu? (text: Manusfamiljen, musik: The Show Must Go On)
- Morgan Alling
- Magnus Carlsson, Jessica Folcker och LaGaylia Frazier - Lady Marmalade
- Peter Magnusson, parodi på Lars Lagerbäck
- Asha Ali - Here Comes the Sun

### Fotnoter
1. ↑  ”Svensk mediedatabas”. https://smdb.kb.se/catalog/id/002597108. Läst 16 september 2011.